# Escuela Westonbirt
El Colegio Westonbirt es un colegio e internado privado para niñas de entre 11 y 18 años de edad. Está situado en Tetbury en Gloucestershire, en la zona Sur Oeste de Inglaterra. Fue fundado en 1928 y es miembro de la organización Allied Schools. El Edificio Westonbirt (Westonbirt House) es parte del colegio. La Escuela Preparatoria de Westonbirt está situada dentro de los 210 acres del Colegio Westonbirt.

## Historia
El Colegio Westonbirt fue fundado por el Fondo Memorial de los Mártires y de la iglesia de Inglaterra (Martyrs' Memorial and Church of England Trust, conocido como "Allied Schools"), estos adquirieron la Casa Westonbirt y la convirtieron en un colegio. Durante la Segunda Guerra Mundial, el edificio fue utilizado por el Ministerio del Aire y debido a los Ataques Aéreos (The Blitz) las alumnas, profesores y miembros del personal debieron ser evacuados a Wiltshire. Seis niñas murieron durante la guerra y fue creada una beca en su memoria. Las niñas que son hijas de militares ingleses tienen descuentos especiales en el colegio.
En 2002, Westonbirt adquirió la Escuela Querns para convertirla en su departamento de preparatoria. Siete años después adquirió también la Escuela Rose Hill para formar un colegio que ofertase educación desde edades más tempranas (escuela preparatoria). Desde septiembre de 2013 ha pasado a llamarse "Rose Hill Westonbirt Preparatory School".

## Casas
Las alumnas son aproximadamente dos tercios internas y un tercio no internas, todas y cada una de ellas miembro de una de las siguientes casas:
- Holfond, llamada así por Robert Stayner Holford, dueño de la Casa Westonbirt antes de que fuese un colegio. Los dormitorios de Holford ocupan la zona de la casa más decorada y elaborada; están situados alrededor del balcón del gran salón.
- Dorchester, llamada así por la Casa Dorchester de Londres, la cual pertenecía a Robert Holford. Fue utilizada como Embajada Americana desde 1905 hasta 1912 y demolida en 1929 para ser remplazada por el Hotel de lujo Dorchester. Los dormitorios de Dorchester están situados en la parte de arriba, en la antigua zona para criados, incluyendo también el torreón central ocupado actualmente por las habitaciones de la tutora (la dirigente de la casa y representante o tutora de las niñas de esa casa).
- Badminton, llamada así por la Casa Badminton, está situada en el ala oeste de la casa, en la segunda planta.
- Beaufort, llamada así por el Club de Polo Beufort, situado cerca del colegio. Esta casa está ocupada exclusivamente por las niñas del primer año (7 años), que posteriormente serán asignadas a cada una de las anteriores casas cuando comiencen el segundo año.

Hay también una segunda casa que está fuera de la casa principal de Westonbirt, en la cual viven las niñas de Sixth Form (último curso).

## Edificios y terrenos
La mayoría de las aulas del colegio están situadas alrededor del patio, un área que antes era establos durante la época en que la familia vivió aquí. La mitad de las habitaciones de las niñas del último año están construidas encima de estas clases. El nuevo edificio de las de último año fue completado en 2008 y está situado entre el edificio de ciencias (abierto en el año 1993 el cual contiene el departamento de arte y de tecnología, el laboratorio de ciencias y la sala principal de informática) y las aulas del patio.
En septiembre de 2012 fue abierto el Centro Marriott de Música. Llamado así por el expresidente del gobierno, fue diseñado por arquitectos de Bath y construido por Steele Davis entre abril y agosto de 2012. Contiene tres áreas de aprendizaje: la sala de tecnología, ahora llamada The Friends´ room (la sala de los amigos) en apreciación a Los Amigos de Westonbirt por su donación al colegio. El estudio de Greenwood Scott y la Ensemble Room, que será conocida como The Harborne Room, también en reconocimiento de una importante donación. Este nuevo edificio está unido al edificio Camelia, una pequeña zona de prácticas para los alumnos de música, originalmente un invernadero.
En 2005 fue abierto un nuevo pabellón de deportes, inaugurado por el Príncipe de Gales y la Duquesa de Cornualles. Contiene una piscina olímpica, pistas y un gimnasio, el cual está abierto para el público.
La propiedad del colegio incluye un lago, anfiteatro, gruta, fuentes y unos jardines italianos. El colegio también tiene dos pavos reales que viven en él. Mucho del terreno alrededor del colegio está alquilado a granjeros para alimentar el ganado o para cuidar los caballos, bien suyos o de alumnos del colegio. El colegio es dueño de la iglesia de Santa Catherine, originalmente propiedad de la parroquia local y a la que ahora asisten las alumnas regularmente a misa.
El edificio principal del colegio está situado alrededor de la recepción y del gran salón, el cual tiene una gran cimenea de mármol y una gran órgano que sobrepasa el balcón. La biblioteca del colegio, compuesta por una ante-biblioteca independiente y biblioteca de no-ficción más grande, fue restaurada recientemente utilizando fondos de un donante anónimo.
El colegio tiene un gran conservatorio conocido como el "Orangery" el cual incluye un escenario y un balcón usado para las ceremonias del colegio y las obras de teatro. Un sótano contiene los vestidos para teatro y los accesorios, inicialmente era un refugio antiaéreo durante la guerra.